# (1650) Heckmann
(1650) Heckmann ist ein Asteroid des Hauptgürtels, der am 11. Oktober 1937 von dem deutschen Astronomen Karl Wilhelm Reinmuth an der Landessternwarte Heidelberg-Königstuhl der Universität Heidelberg entdeckt wurde.
Der Asteroid ist nach dem deutschen Astronomen Otto Heckmann benannt.